# 高関健
高関 健（たかせき けん、1955年4月21日 - ）は、日本のクラシック音楽指揮者。

## 経歴・人物
東京都出身。幼少期にピアノとヴァイオリンを学ぶ。桐朋女子高等学校音楽科を卒業。桐朋学園大学在学中には、齋藤秀雄、秋山和慶、小澤征爾、森正、山本七雄らに師事し、指揮法を学んだ。1978年に桐朋学園大学を卒業した後ベルリン・フィル・オーケストラ・アカデミーに留学し、1979年3月から1985年12月までカラヤンのアシスタントを務める。
1981年のタングルウッド音楽祭ではバーンスタイン、小澤征爾、クルト・マズア、アンドレ・プレヴィン、イーゴリ・マルケヴィチらの指導を受ける。またこの時期にボストン交響楽団のオペラ公演で副指揮者を担当した（演目はムソルグスキーのボリス・ゴドゥノフ）。同年10月、ノルウェーのベルゲン・フィルハーモニー管弦楽団の定期演奏会に出演し、ヨーロッパデビュー。その後、1983年にオスロ・フィルハーモニー管弦楽団定期演奏会に出演。
1985年1月に渡邉暁雄の推薦を受けて、日本フィルハーモニー交響楽団の定期演奏会を指揮し、日本デビューを果たした。1986年、渡邉暁雄の後任として広島交響楽団音楽監督に就任。1990年まで務めた。以来、日本国内の主要オーケストラのポストを歴任。
海外では、ウィーン交響楽団、オスロ・フィルハーモニー管弦楽団、クラングフォーラム・ウィーン、ベルゲン・フィルハーモニー管弦楽団 、デンマーク国立放送交響楽団、オーストリア放送交響楽団、ベルリン・ドイツ交響楽団など、ヨーロッパの主要なオーケストラと共演。1999年にはプラハ交響楽団、2000年にはケルン放送交響楽団にも客演している。
2007年に放送されたNHK大河ドラマ風林火山のテーマ音楽のサントラ録音の際には、NHK交響楽団を指揮した。2011年2月に新国立劇場に初登場し、團伊玖磨の歌劇「夕鶴」を指揮した。
緻密で徹底的なスコアの分析からスケールの大きな音楽を作りだす知性派指揮者。

## ポスト
- 1986年 - 1990年 広島交響楽団音楽監督・常任指揮者[5]
- 1993年 - 2008年 群馬交響楽団音楽監督[1]
- 1994年 - 2000年 新日本フィルハーモニー交響楽団正指揮者[1]
- 1997年 - 2003年 大阪センチュリー交響楽団常任指揮者[1]
- 2003年 - 2012年札幌交響楽団正指揮者[6]
- 2006年 - 2010年 桐朋学園大学音楽学部音楽学科指揮専攻助教授
- 2008年 群馬交響楽団名誉指揮者[2]
- 2011年 東京芸術大学音楽学部指揮科招聘教授
- 2014年 - 2019年 京都市交響楽団常任首席客演指揮者[5]
- 2015年 東京シティ・フィルハーモニック管弦楽団常任指揮者[3][2]
- 2018年 - 2022年仙台フィルハーモニー管弦楽団レジデント・コンダクター[3]
- 2021年 富士山静岡交響楽団首席指揮者[7]
- 2023年 - 仙台フィルハーモニー管弦楽団常任指揮者[8]

## 受賞歴
- 1977年 カラヤン指揮者コンクール・ジャパン優勝[1]
- 1983年 ニコライ・マルコ記念国際指揮者コンクール第2位[1]
- 1984年 ハンス・スワロフスキー国際指揮者コンクール優勝[1]
- 1996年 第4回渡邉暁雄音楽基金音楽賞[2]
- 2003年 群馬県功労者表彰
- 2011年 第10回齋藤秀雄メモリアル基金賞[2]
- 2019年 第50回サントリー音楽賞[9]